# Rinorea kibbiensis
Rinorea kibbiensis är en violväxtart som beskrevs av Thomas Ford Chipp. Rinorea kibbiensis ingår i släktet Rinorea och familjen violväxter. Inga underarter finns listade i Catalogue of Life.